# منطقه یانگزو
منطقه یانگزو یا یانگجو (به لاتین: Yānzhōuchéng) یک سکونتگاه کوچک در استان دنگتا از توابع لیائویانگ در استان لیائونینگ در جمهوری خلق چین است. این روستا محل شهر باستانی امپراتوری گوگوریو، باگم (هانگول:백암성، هانجا:白巖城) در کره (یا در چینی شهر بایان نامیده میشود.)این شهر باستانی صحنه نبرد بسیار بزرگی بین امپراتور چینی سلسله تانگ ، تایزونگ ، و امپراتوری گوگوریو در سال ۶۴۵ میلادی بود.

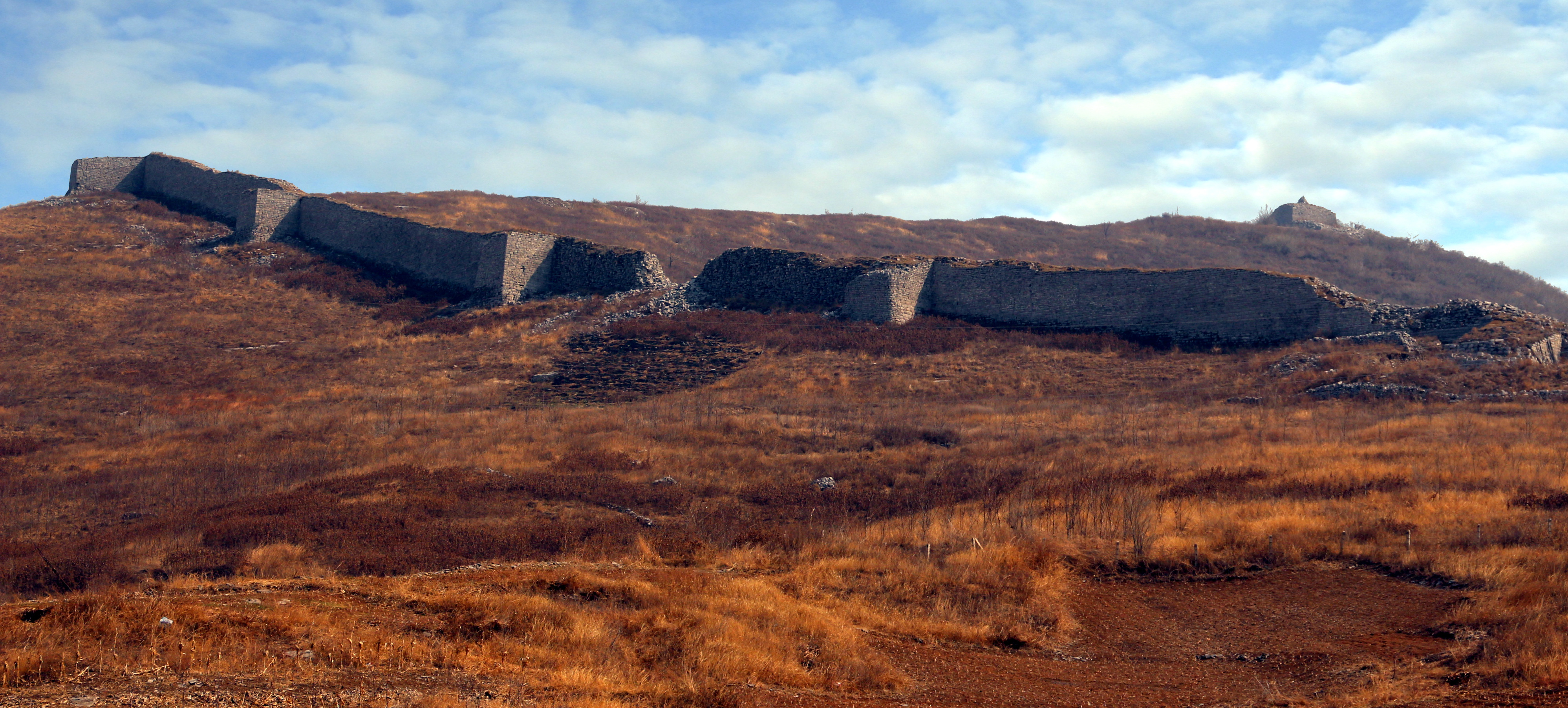
روستای یانگزو (یانگزو چنگ). دیوارهای شمالی در پیش‌زمینه قابل مشاهده هستند.

## تاریخچه
این شهر توسط امپراتوری گوگوریو در سال ۴۰۳ میلادی بنیان نهاده گشت. که بخش بزرگی از شبه جزیره لیائودونگ ، استان جیلین امروزی، شبه جزیره کره شمالی و بخشی از سرزمین پریمورسکی در روسیه امروزی را اشغال کرده بودند. یانژو شهری بزرگ در مرز بین سلسله‌های گوگوریو و تانگ چین بود.
در سال ۶۴۲ میلادی،امپراتوری گوگوریو با سرزمین همسایه، شیلا، در شبه جزیره کره نبردی داشت. شیلا چون توان مقابله با گوگوریو را نداشت از امپراتور تایزونگ از تانگ درخواست کمک کرد و در سال ۶۴۵، امپراتور تایزونگ به گوگوریو حمله کرد.  تانگ نخست شهر لیائودونگ را که در همان نزدیکی بود، تصرف کرد. سپس در ماه ژوئن، آنها به رهبری تانگ جون به یانژو حمله کردند و پس از نبردی بزرگ و شدید و بعضی از قهرمانان قابل توجه امپراتور و ژنرال‌هایش، پیروز شدند.
این شهر بر روی تپه‌ای در ضلع شمالی رودخانه تایزی بنیان نهاده شده بود.، حدودا ۲۰ کیلومتری شرق لیائویانگ و ۵۰ کیلومتری جنوب شن‌یانگ.

## ساخت و ساز
به مانند دژ های دیگر گوگوریو، روستای یانژو بر روی تپه‌ای در نزدیکی یک رودخانه ساخته شده بود و رودخانه یک مانع طبیعی را ایجاد می‌کرد. صخره‌ها ضلع جنوبی شهر را ایجاد می‌کند و یک دیوار دفاعی بلند، طاقی را در اطراف ضلع‌های غربی، شمالی و شرقی ایجاد شده است. شیب زمین به گونه‌ای است که ضلع شرقی شهر به طور فزاینده ای بالاتر از ضلع غربی آن است. این مکان حدود ۴۸۰ متر طول و ۴۴۰ متر عرض دارد. دیوارهای شهر که همچنان هم قابل مشاهده هستند، حدود ۱۸۴۰ متر طول دارند. دیوارها ۲ تا ۳ متر ضخامت و بین ۵ تا ۸ متر ارتفاع داشتند و برج‌هایی در زمان های مشخص، هم راستای طول آن قرار داشتند و از منظر ابعاد با دیوار بزرگ چین قابل قیاس هستند. در بالای پشته، بقایای یک برج مربع شکل با دیواری دور کشیده شده در شرق آن وجود دارد. دروازه شهر در غرب و نزدیک رودخانه تایزی قرار داشت. این بنا از سنگ‌های تراش‌خورده و خشک و بدون ملات بنا نهاده گشته است.

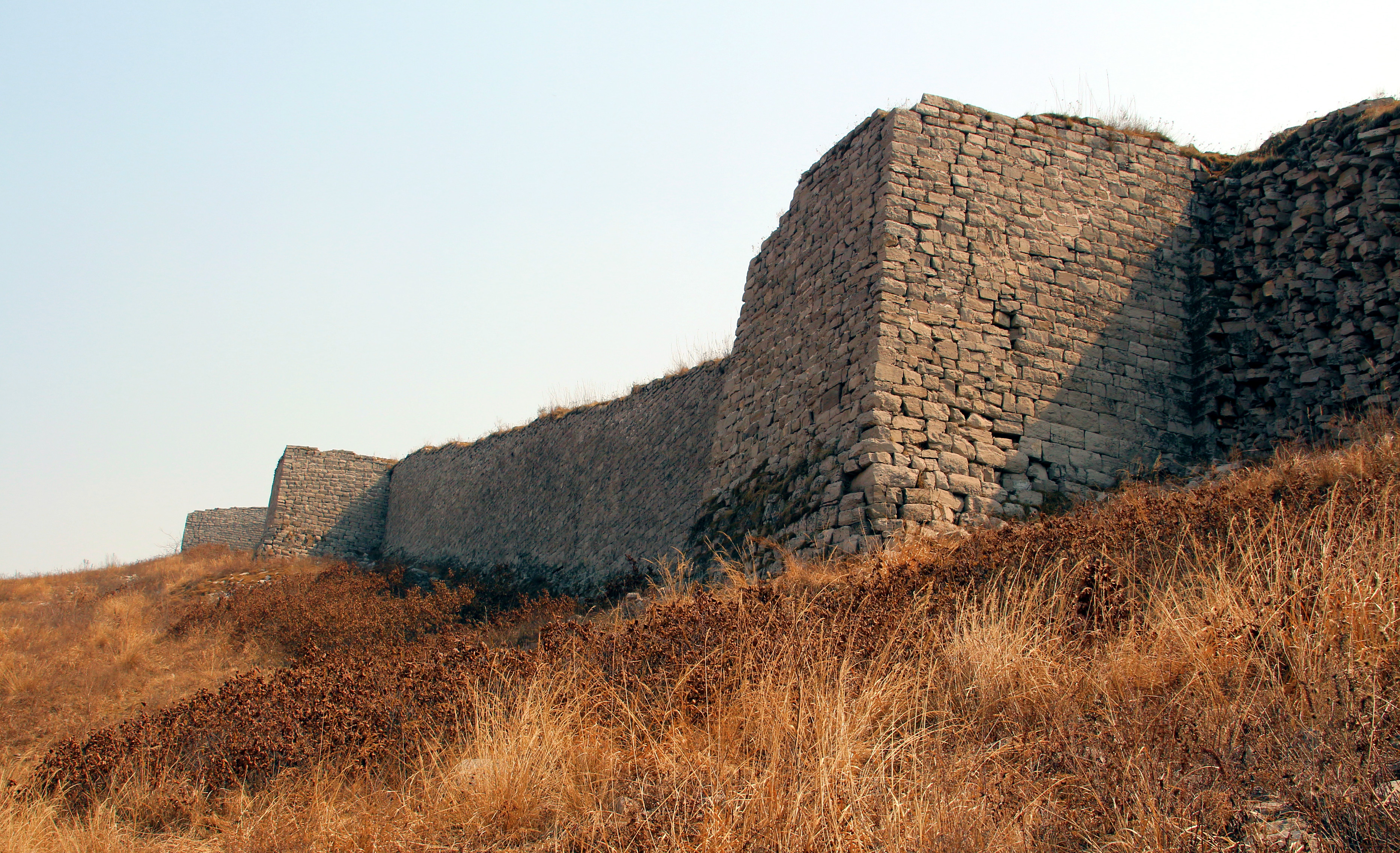
روستای یانژو (یانژوچنگ) - دیوارهای شمالی

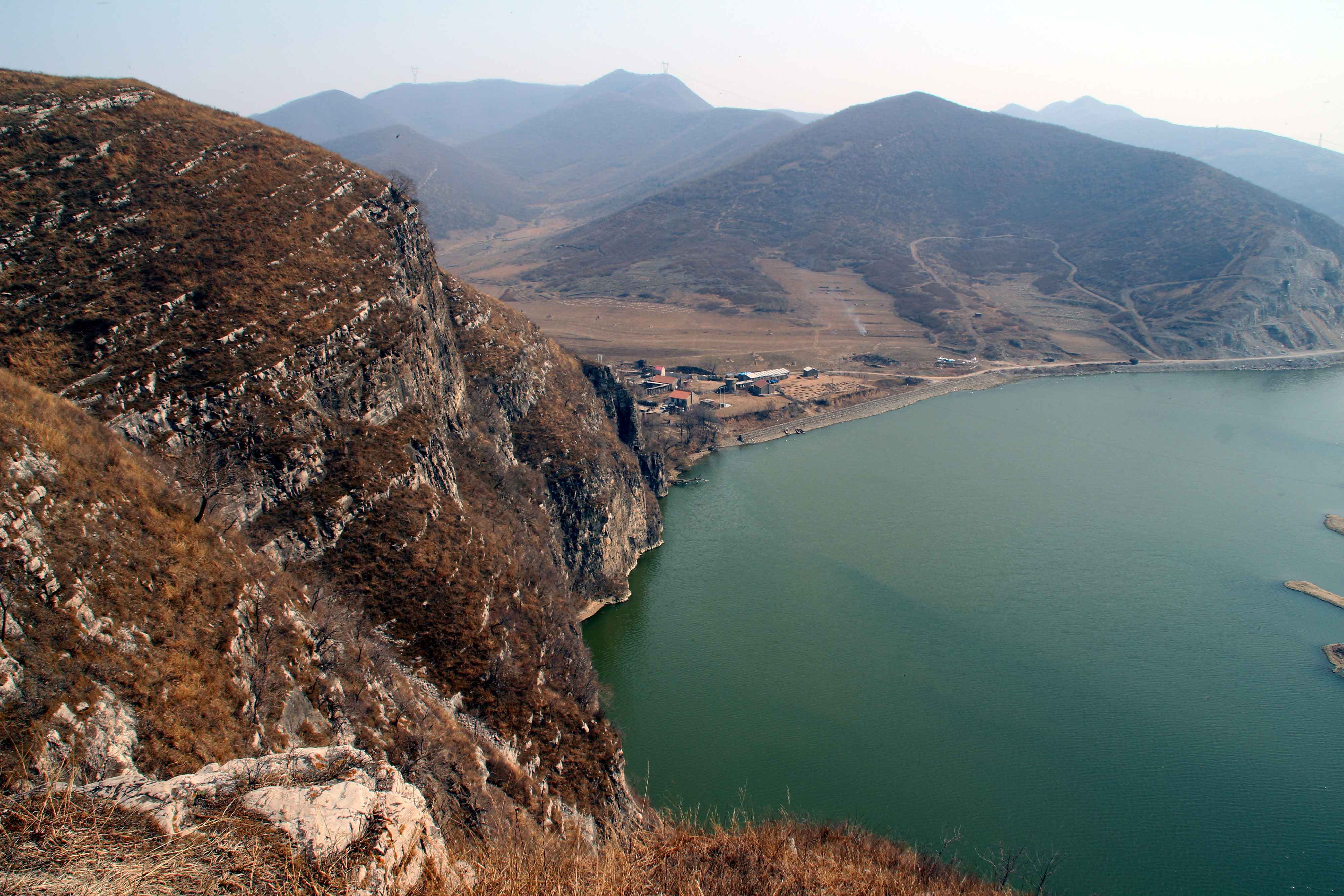
رودخانه تایزی از روستای یانژو (یانژوچنگ) (نمای جنوب شرقی)

## وضعیت
دیوارهای شهر یانژو یک منطقه حفاظت‌شده در استان لیائونینگ هستند. با اینکه شهر وضعیت حفاظت‌شده‌ داشت، بعضی از بخش‌های غربی دیوارهای شهر توسط روستاییان مجاور تخریب گشته‌اند و سنگ‌های برداشته‌شده از دیوار را می‌توان در خانه‌ها و حصارهای گوناگون در تمام روستا ملاحظه کرد. در مقایسه، دیوارهای شهر در بخش‌های شمالی و شرقی به نظر می‌رسد در وضعیت مناسبی قرار دارند.

## دسترسی‌پذیری
تا سال ۲۰۱۴، این مکان برای تشویق گردشگری توسعه نیافته بود و هیچ زیرساخت گردشگری برای تسهیل فعالیت‌های مرتبط با گردشگری در داخل دیوارهای شهر وجود نداشت. دسترسی به این مکان نه تحت نظارت بود و نه به طور فعال کنترل می‌شد.با این حال بعد از آن این منطقه بازسازی و توسعه یافت و در دسترس قرار گرفت.